# 吉蘭冰山麓
吉蘭冰山麓（英語：Geelan Ice Piedmont），是南極洲的冰山麓，位於帕爾默地，處於羅斯柴爾德島北端，由英國南極名稱諮詢委員會命名，現時由南極條約體系管理。